# CARMA

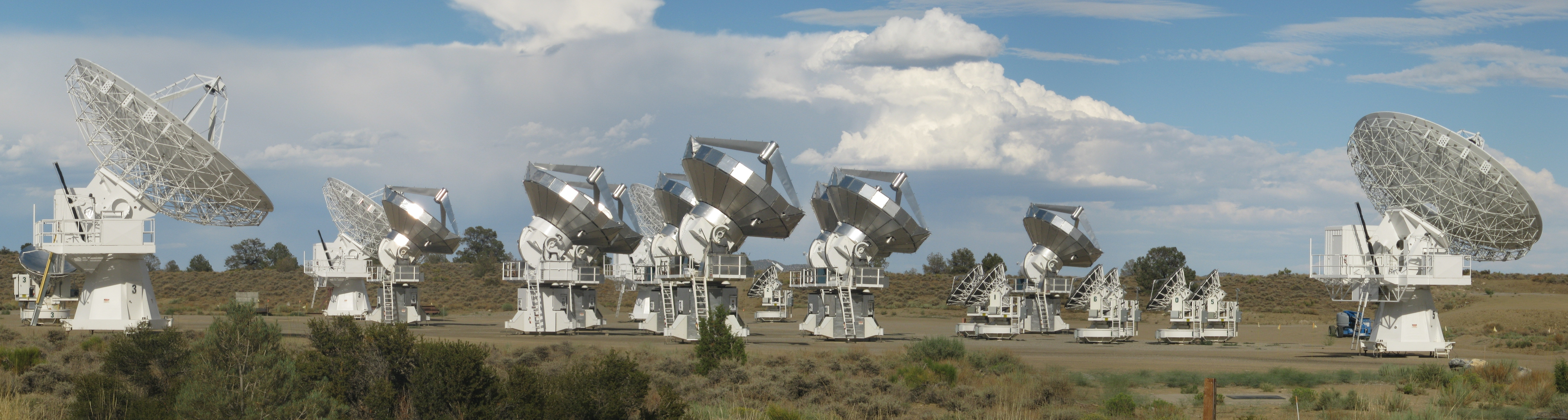
CARMA

Combined Array for Research in Millimeter-wave Astronomy(CARMA)는 미국의 햇크릭 전파 천문대에 속해있는 전파 천문대이다. CARMA는 2006년에 전용된 23개의 전파 망원경으로 구성된 천문 장비이다. 이 망원경은 모든 신호가 특수 제작된 컴퓨터(상관기)에 결합되어 다음을 생성하는 천문 간섭계를 형성했다. 고해상도 천문 이미지. 망원경은 2015년 4월에 작동이 중단되었으며 보관을 위해 오언스 밸리 무선 관측대(Owens Valley Radio Observatory)로 이전되었다.
칠레의 아타카마 대형 밀리미터 간섭계는 CARMA의 뒤를 이어 세계에서 가장 강력한 밀리미터파 간섭계가 되었다.

## 위치
CARMA 천문대 카탈로그에 따르면 모든 망원경 패드의 중앙 높이는 2,196.223미터(7,205.456피트)였다. 관측소는 오언스 밸리 무선 관측대 동쪽의 Inyo 산맥에 위치했으며 웨스트가드 패스(Westgard Pass)를 통해 접근할 수 있는 시더 플랫(Cedar Flat, 즉 시더플랫그룹 캠프를 Hwy-168 서쪽으로 이전한 후)이라는 부지에 있었다. 대기 수증기에 의한 밀리미터파 흡수 및 위상 결맞음 현상을 최소화하기 위해 높은 고도 위치를 선택했다.

## 참여 대학
- 캘리포니아 공과대학교
- 캘리포니아 대학교 버클리
- 시카고 대학교
- 일리노이 대학교 어배너-섐페인
- 메릴랜드 대학교

## 같이 보기
- 아타카마 대형 밀리미터 간섭계
- 간섭법
- 전파천문학
- 수냐에프-젤도비치 효과